# Hotellattacken i Bamako 2015
Hotellattacken i Bamako utfördes den 20 november 2015 av två militanta islamister där de gick in i ett Radisson Blu hotell och tog 170 människor som gisslan. Efter nio timmar stormade maliska och internationella styrkor hotellet och dödade de två gisslantagarna. Dessutom dödades 18 andra personer i attacken, varav 14 var utlänningar. En grupp med kontakter med al-Qaida tog på sig ansvaret för attacken. Denna attack utfördes bara en vecka efter terrordåden i Paris.

## Attacken
De två gärningsmännen gick in i hotellet runt kl. 07.15 ropandes "Allahu Akbar" och sköt vakterna och tog gisslan. Gisslan som kunde recitera delar av koranen släpptes fria. Styrkor från Malis armé lyckades med hjälp av FN-styrkor samt amerikanska armén befria gisslan och sköt de två gärningsmännen.